# 寨卡病毒疫情
2015年初，由寨卡病毒引发的茲卡熱在巴西大规模流行，并传播到美洲、多个太平洋岛屿和东南亚。2016年1月，世界卫生组织宣布到该年底，病毒传播很可能遍及美国大部分地区。2016年11月，世卫组织宣布寨卡疫情结束。
2016年2月，世卫组织宣布疫情为国际公共卫生紧急事件。证据表明寨卡可致使新生婴儿畸形并患上精神疾病。受感染的孕妇可将病毒传播给胎儿，随后造成婴儿小头畸形和大脑严重变形。成人感染病毒会出现格林－巴利综合征。疫情爆发前，寨卡被认为是轻度传染病，大多数寨卡病毒感染症状是隐性的，使得断定病例准确个数非常困难。大约五个寨卡病毒感染病例，有一个是由寨卡热引发的，而这个引发发烧和出疹症状的疾病又是少数的。
病毒主要由一般在热带和副热带地区生存的埃及斑蚊传播和分布在美国五大湖地区的白纹伊蚊传播。感染了寨卡的人可以将病毒转播给他们的性伴侣。
鉴于疫情将显著减少旅游，许多国家颁布了旅游警示。更有国家直接建议孕妇延期生产，直到获知病毒及其对胎儿发育的影响。此外，疫情也引发民众担忧2016年里約奥運會上运动员和观众的健康安全。在巴西，寨卡疫情暴露医疗体系的结构性问题，尤其是公共卫生服务和基础卫生设施方面。

## 流行病学
| 国家/地区                                                           | 地方    | 地方    | 输入  | 死亡[a] |
| 国家/地区                                                           | 确诊    | 疑似    | 输入  | 死亡[a] |
| 非洲                                                                |         |         |       |         |
| ------------------------------------------------------------------- | ------- | ------- | ----- | ------- |
| 安哥拉                                                              | 2       |         |       |         |
| [ 24 ]                                                              | 2       | 7,457   |       |         |
| [ 25 ] [ 26 ]                                                       | 10      |         |       |         |
| 马达加斯加                                                          |         |         | 1     |         |
| 留尼汪                                                              |         |         | 2     |         |
| 南非                                                                |         |         | 1     |         |
| 美洲                                                                | 确诊    | 疑似    | 输入  | 死亡    |
|                                                                     | 7       | 44      | 1     |         |
| 安地卡及巴布達                                                      | 14      | 393     | 2     |         |
| 阿根廷                                                              | 26      | 1,821   | 27    |         |
| 阿鲁巴                                                              | 28      | 614     | 7     |         |
| 巴哈马                                                              | 21      |         | 3     |         |
|                                                                     | 37      | 653     |       |         |
|                                                                     | 49      | 537     |       |         |
| 百慕大                                                              |         |         | 5     |         |
| 玻利维亚                                                            | 129     | 718     | 4     |         |
|                                                                     | 60      |         |       |         |
| 巴西[b]                                                             | 109,596 | 200,465 |       | 6       |
| 加拿大                                                              |         |         | 374   |         |
| 开曼群岛                                                            | 29      | 201     | 10    |         |
| 智利                                                                |         |         | 29    |         |
| 哥伦比亚                                                            | 8,826   | 96,546  |       |         |
|                                                                     | 1,453   | 2,618   | 32    |         |
| 古巴                                                                | 3       |         | 30    |         |
|                                                                     | 820     |         |       |         |
| 多米尼克                                                            | 79      | 1,150   |       |         |
|                                                                     | 327     | 4,893   |       |         |
|                                                                     | 812     | 2,722   | 15    |         |
| 薩爾瓦多                                                            | 51      | 11,353  |       |         |
|                                                                     | 483     | 9,700   | 10    |         |
| 格瑞那達                                                            | 108     | 314     |       |         |
|                                                                     | 379     | 30,845  |       |         |
|                                                                     | 466     | 2,785   |       |         |
|                                                                     | 6       |         |       |         |
| 海地                                                                | 5       | 2,955   |       |         |
|                                                                     | 298     | 31,863  |       |         |
| 牙买加                                                              | 186     | 7,052   |       |         |
|                                                                     | 12      | 36,680  |       |         |
| 墨西哥                                                              | 6,642   |         | 15    |         |
| 尼加拉瓜                                                            | 2,044   |         | 3     |         |
| 巴拿马                                                              | 517     | 2,089   | 42    |         |
| 巴拉圭                                                              | 12      | 583     |       |         |
| 秘魯                                                                | 145     |         | 18    |         |
| 波多黎各                                                            | 34,070  |         | 121   | 5       |
|                                                                     | 9       |         |       |         |
|                                                                     | 61      | 900     |       |         |
| 圣基茨和尼维斯                                                      | 26      | 532     |       |         |
| 圣卢西亚                                                            | 50      | 822     |       |         |
| 法属圣马丁                                                          | 200     | 2,825   |       |         |
|                                                                     | 38      | 156     |       |         |
|                                                                     | 16      |         |       |         |
| 荷屬聖馬丁                                                          | 62      | 168     |       |         |
| 苏里南                                                              | 723     | 2,755   |       | 4       |
| 千里達及托巴哥                                                      | 643     |         | 1     |         |
|                                                                     | 12      | 115     | 3     |         |
| 美国                                                                | 236     |         | 4,747 |         |
| 乌拉圭                                                              |         |         | 1     |         |
| 委內瑞拉                                                            | 2,380   | 59,147  |       |         |
| 英屬維爾京群島                                                      | 38      | 51      |       |         |
| 美屬維爾京群島                                                      | 603     | 803     | 2     |         |
| 亚洲                                                                | 确诊    | 疑似    | 输入  | 死亡    |
| 中国大陆                                                            |         |         | 23    |         |
| 香港                                                                |         |         | 1     |         |
| 以色列                                                              |         |         | 9     |         |
| 日本                                                                |         |         | 7     |         |
| 马来西亚                                                            | 8       |         | 2     |         |
| 馬爾地夫                                                            | 1       |         |       |         |
| 緬甸                                                                |         |         | 1     |         |
| 菲律賓                                                              | 39      |         | 6     |         |
| 新加坡                                                              | 435     |         | 1     |         |
| [ 43 ]                                                              |         |         | 14    |         |
| 臺灣                                                                |         |         | 13    |         |
| 泰國                                                                | 680     |         |       | 3       |
| 越南                                                                | 141     |         |       |         |
| 欧洲                                                                | 确诊    | 疑似    | 输入  | 死亡    |
| 奥地利                                                              |         |         | 1     |         |
| [ 50 ]                                                              |         |         | 3     |         |
| 捷克                                                                |         |         | 4     |         |
| 丹麦                                                                |         |         | 4     |         |
| 芬兰                                                                |         |         | 2     |         |
| 法國                                                                |         |         | 1,071 |         |
| 德国                                                                |         |         | 56    |         |
| 愛爾蘭                                                              |         |         | 15    |         |
| 義大利                                                              |         |         | 63    |         |
| 馬德拉                                                              |         |         | 2     |         |
| 馬爾他                                                              |         |         | 1     |         |
| 荷蘭                                                                |         |         | 95    |         |
| 挪威                                                                |         |         | 30    |         |
| 波蘭                                                                |         |         | 2     |         |
| 葡萄牙                                                              |         |         | 17    |         |
| 羅馬尼亞                                                            |         |         | 3     |         |
| 俄羅斯                                                              |         |         | 9     |         |
| 斯洛伐克                                                            |         |         | 1     |         |
| 斯洛維尼亞                                                          |         |         | 1     |         |
| 西班牙                                                              |         |         | 297   |         |
| 瑞典                                                                |         |         | 2     |         |
| 瑞士                                                                |         |         | 28    |         |
| 英国                                                                |         |         | 244   |         |
| 大洋洲                                                              | 确诊    | 疑似    | 输入  | 死亡    |
| 美属萨摩亚                                                          | 54      | 706     | 7     |         |
| [ 67 ]                                                              |         |         | 76    |         |
| 斐济                                                                | 17      |         |       |         |
| 科斯雷 （[密克罗尼西亚联邦\|FSM]]）                                 | 12      | 82      |       |         |
| 马绍尔群岛                                                          | 2       | 34      |       |         |
| 瑙鲁                                                                |         |         |       |         |
| 新喀里多尼亞                                                        | 73      |         |       |         |
| 新西兰                                                              |         |         | 97    |         |
| [ 75 ]                                                              | 6       |         |       |         |
| 萨摩亚                                                              | 10      |         |       |         |
| 所罗门群岛                                                          | 302     |         |       |         |
| [ 77 ]                                                              | 36      | 2,010   |       |         |
| [ 73 ] [ 78 ]                                                       |         |         |       |         |
| a 不含死亡的婴儿或胎儿。 b 2015年，巴西估计病例介于497593-1482701例 |         |         |       |         |

早在2014年8月，巴西东北部城市纳塔尔的医护人员便开始调查一种病症为出现粉红色扁平皮疹、眼充血、发烧、关节疼痛和头痛的疾病疫情。尽管病症类似于登革热，但测试排除了登革热和其他几个潜在病因。到2015年3月，疾病传播到巴伊亚州萨尔瓦多，至此病情已在三个州份出现。随后，2015年5月，巴伊亚联邦大学和伊万德罗·查加斯研究所的研究人员利用逆转录聚合酶链式反应测试，断定疾病其实是寨卡病毒疫情。
寨卡病毒于1947年在栖息于乌干达恩德培附近森林的普通猕猴身上发现。尽管血清证据表明随后几十年来在非洲和亚洲部分地区陆续有人感染病毒，但在2007年雅浦岛寨卡病毒疫情之前，仅有14宗人类感染寨卡病毒病例记录在案。
研究人员渐渐相信一位在法属波利尼西亚被蚊子叮咬而受感染的旅客将病毒带回巴西，从而感染其他人。系统发生学家分析了巴西首宗感染病例，明显发现循环病毒是亚洲病毒株，而非非洲，且与法属波利尼西亚疫情的病毒基因相似。寨卡病毒从非洲和亚洲传到大洋洲再到美洲的路线，可能反映出目前在美洲相当大一部分地区流行的基孔肯雅热病和登革热的传播路线。
直到2016年3月，病毒穿入巴西的特殊事件才明朗。巴西研究人员认为，寨卡病毒在2014年世界杯足球赛期间登陆的。而法国研究人员推测则病毒是在不久后的2014年8月登陆的，当时到里约热内卢参加世界皮划艇短距离锦标赛的队员，来自已经或正在经历寨卡病毒疫情的法属波利尼西亚、新喀里多尼亚、复活节岛和库克群岛。然而，法属波利尼西亚的疫情到2014年2月达到顶峰并急剧下降，不禁令人怀疑病毒是在当年晚些时候由观众和参赛选手来到巴西的推测。2016年3月，《科学》杂志发表了一篇基于样本相对较小的病毒突变数目的“分子时钟”研究报告，认为寨卡病毒是在2013年5月到12月间从法属波利尼西亚登陆美洲（最有可能在巴西），恰好在世界杯和皮划艇锦标赛之前。文章提到，伐利亚（Faria）和同事们设法追踪在巴西循环的病毒株源头，发现相比法属波利尼西亚的菌株，该菌株遗传变异性极小。在将从法属波利尼西亚抵达巴西的游客数目和当年报告病例数和举办的活动联系起来后，团队推断病毒于2013年国际足联联合会杯期间来到巴西，当时塔西提岛队和其他球队在巴西数个城市比赛，吸引众多两国游客观赛。寨卡病毒的症状一般非常轻微或没有，因此巴西用了近一年的时间从确诊首个病例。但到那时，疫情已经很普遍。病毒在巴西迅速蔓延的因素还包括非免疫人口、人口密度高、热带气候和该国防控埃及斑蚊的力度不足。
自2015年初，美洲和加勒比海40国、西太平洋16国和非洲1国报告了确诊病例（见表）。许多国家报告的蚊子传播病例并没有报告为寨卡病例，病人出现病症之前，移居自或从受寨卡影响地区归来（见表）。

## 传播

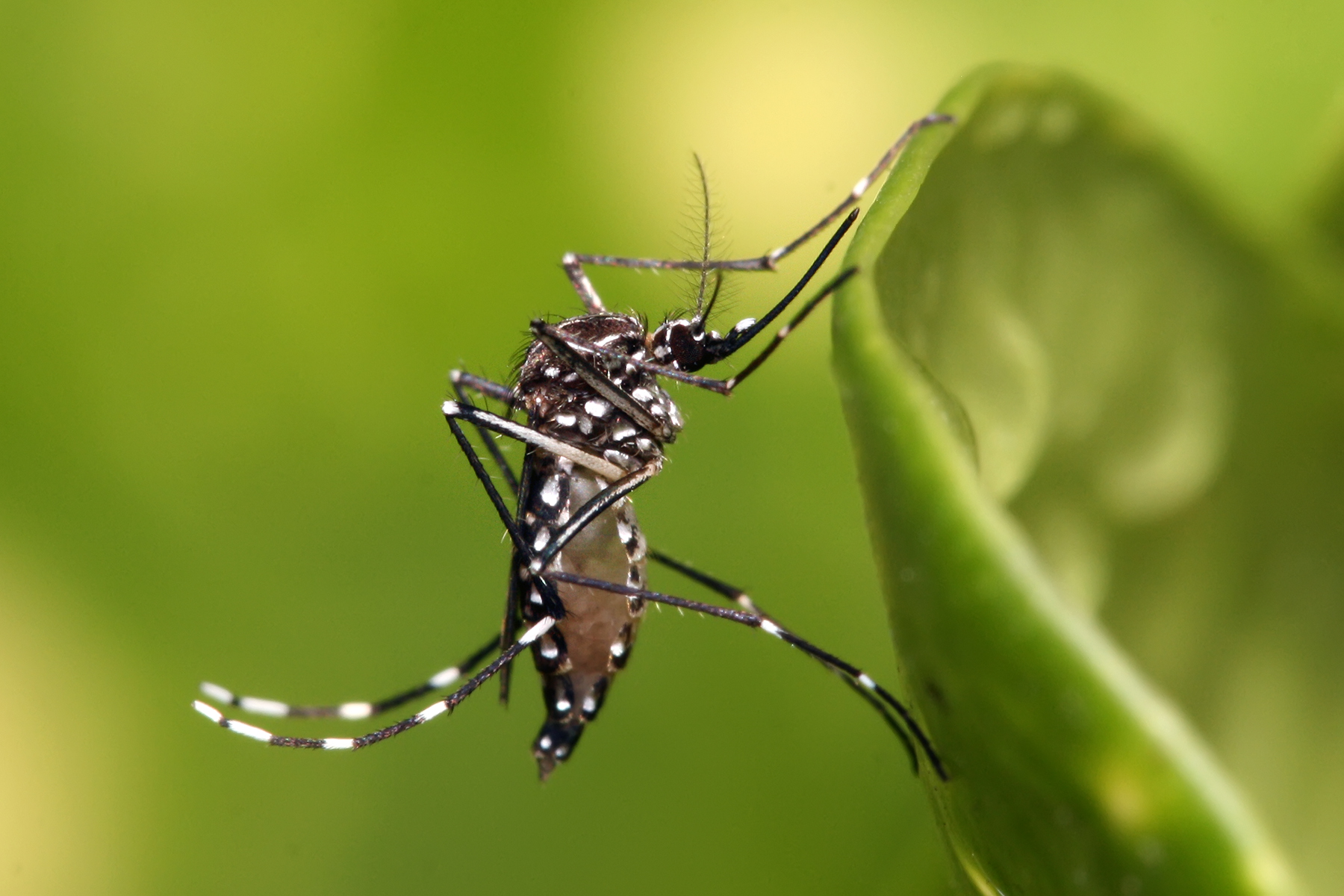
成年埃及伊蚊是携带寨卡病毒的载体。

寨卡是蚊子传播的疾病，也可以由男性性传播给他的性伴侣。过去二三十年，埃及伊蚊在全球范围内的复苏，使得它成为分布最广的蚊子之一。2015年，白纹伊蚊存在于美洲的热带、亚热带和温带地区，远至北美五大湖。从国际上看，白纹伊蚊在部分热带和亚热带地区与埃及伊蚊共生。
埃及伊蚊一般在清晨和中午时分出动，其突出特征是它腿上的白色条纹。传播寨卡病毒的蚊子品种（埃及伊蚊，主要是白纹伊蚊）也可以传播登革热、基孔肯雅热和黄热病。
本次疫情，阿根廷、加拿大、智利、法国、意大利、新西兰、秘鲁、葡萄牙和美国九国有寨卡性传播记录。
孕妇可将寨卡传播给胎儿（垂直传播），引发感染病毒的妇女产下有小头畸形及其他严重脑部异常的婴儿。
成人感染寨卡会出现格林－巴利综合征。

## 诊断

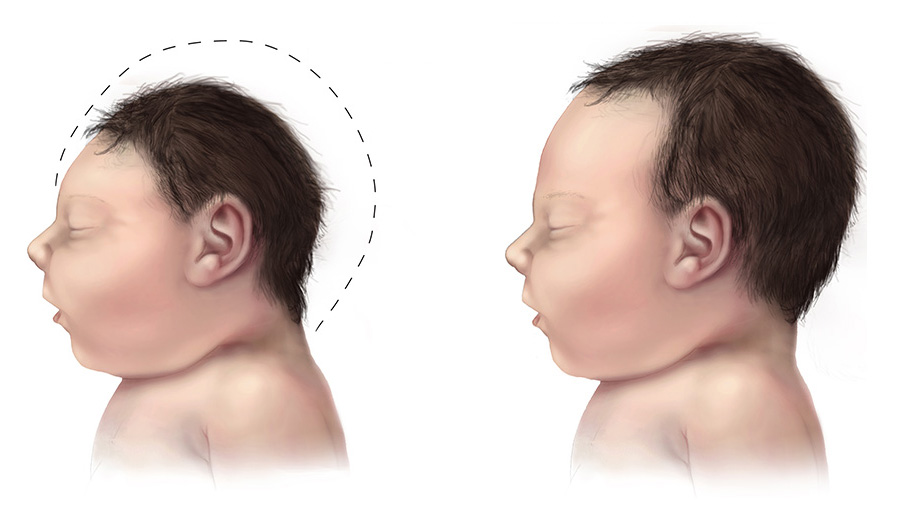
小头畸形症婴儿（左）和正常头型婴儿对比。

症状类似于登革热或引发基孔肯雅热的甲病毒，但形式上较为轻微，一般持续两到七天。据估计80%的病例无症状。症状性患者的主要临床症状为低烧、结膜炎、短暂性关节疼痛（主要是手部和脚部的较小关节）及一般从脸部开始后扩散到全身的斑丘疹。
由于与类似区域特有的其他蛛网膜病毒重叠，仅依靠临床体征和症状很难诊断寨卡病毒感染。目前能用的测试寨卡抗体的办法是与登革热抗体交叉反应。登革热IgM阳性结果或寨卡ELISA只能被认为是最近感染黄病毒的指示。减毒中和试验（PRINT）更具体。使用RT-PCR可从急性病患者身上检测寨卡病毒。
RT-PCR血清和组织样本测试可用于检测寨卡病毒存在。然而，RT-PCR血清测试只有病毒通常在发病第一周中仍留在血液中才有用。过了这个时期，应用其他办法推断病毒
是否仍存在体内。IgM抗体测试有效时间更长，这些抗体在发病四天后才出现，可高达12个星期。然而，建议在测试IgM抗体后再进行PRINT测试，有助于消除其他黄病毒引发的假阳性。PRINT测试用于寻找病毒特异性中和抗体。然而，对于已经接种疫苗或此前曾接触其他黄病毒的个人而言，该试验检测寨卡病毒仍可能产生假阳性结果。

## 疫情防治

### 美洲
哥伦比亚、厄瓜多尔、塞尔瓦多和牙买加等多国建议孕妇延迟分娩，直到风险被更加了解。巴西里约热内卢政府公布计划，严防寨卡病毒在2016年夏季奥运会期间在里约传播。2015年登革热疫情期间，秘鲁卫生部布下20000多部诱蚊产卵器。秘鲁热带地区也采用同种诱蚊产卵器监测寨卡疫情爆发可能性。
2016年1月15日，鉴于“寨卡与小头畸形症有关的证据不断增长”，美国疾病控制与预防中心发布旅游警示，建议孕妇推迟前往巴西及报告寨卡热的国家和地区，包括哥伦比亚、塞尔瓦多、法属圭亚那、危地马拉、海地、洪都拉斯、马提尼克、墨西哥、巴拿马、巴拉圭、苏里南、委内瑞拉和波多黎各联邦。1月20日，智利卫生部发布健康告示。1月22日，名单新增八个受影响国家和地区，有巴巴多斯、玻利维亚、厄瓜多尔、瓜德罗普、圣马丁、圭亚那、佛得角和萨摩亚。
2月1日，哥斯达黎加和尼加拉瓜加入名单，受影响国家和地区数目达到28个。组织额外发布指南，建议打算生孩子的妇女在出行前咨询医师。加拿大也发布了类似于的出游建议。
2月5日，美国一名没有未到过疫区的男子与受感染的伴侣性接触，经实验室确诊感染寨卡病毒，疾病预防控制中心随后发布临时指南，预防寨卡病毒性传播。指南建议伴侣怀孕的男子若居住于或前往寨卡病毒传播活跃地区，应避免性活动，或在性交时坚持并正确使用避孕套，同时指南亦建议未怀孕的女性和她们的伴侣采用类似的措施。
2月8日，疾病预防控制中心将响应级别提升到最高的一级。在14份可能由性传播的病毒报告正在调查后，中心随后于2月23日发表声明，鼓励人们遵守指南。3月11日，巴拉圭报告了该国首个孕妇寨卡病例。3月18日，中心警告感染寨卡的人士切勿怀孕，称性交期间男方可能会把病毒传播给女方，转而影响胎儿。警告建议男性受感染六个月后才尝试受孕。
4月14日，哥伦比亚报告了首例由寨卡病毒引起的小儿小头畸形症病例。中心4月28日授权急救中心使用寨卡病毒RNA定质测试检测出现感染症状的病人血液内寨卡病毒。首个用于急救的寨卡病毒商业测试由美国食品药品监督管理局授权。
5月6日，美国职业棒球大联盟宣布原计划月底在波多黎各圣胡安举行的迈阿密马林鱼对阵匹兹堡海盗的系列赛改在佛罗里达州迈阿密马林鱼棒球场举行，回应球员们对暴露寨卡病毒风险的担忧。到8月中旬，至少有37人在邻近迈阿密的社区接触到病毒，但官员估计加上轻微病症报告，确切的感染人数可能要多得多。6月份，前往多米尼加共和国的游客推动纽约政府积极测试寨卡病毒。

### 亚洲
寨卡病毒感染于2016年6月传播到东南亚，新加坡、泰国和越南成为受灾最严重的地区。新加坡计划投入携带沃尔巴克氏体菌的蚊子大军抗击埃及伊蚊。东南亚国家联盟增加信息分享并联合研究病毒。9月30日，泰国证实两名婴儿出生时出现小头畸形。病例出现前，泰国允许受出生畸形影响的孕妇流产。马来西亚在这一问题上仍然犹豫不决，该国医生将决定权交给母亲。马来西亚害虫防治公司Rentokil设计出蚊子综合治理（Integrated Mosquito Management）计划抑制埃及伊蚊传播。10月17日，越南卫生部鉴于当地目前的病例数，宣布大流行。10月31日，越南证实一名婴儿出生时出现小头畸形。菲律宾本土寨卡感染病例数目上升后，该国卫生部宣布大流行。10月28日，该国在教会召开“菲律宾全国对抗寨卡”国家峰会，发布教牧指南联合抑制病毒传播，提高当地社区对于蚊媒传播疾病的意识。台湾感染病例也出现增长，大部分病例据信是从他国输入的。10月27日，缅甸宣布首例输入病例，病人是外国孕妇。

### 国际

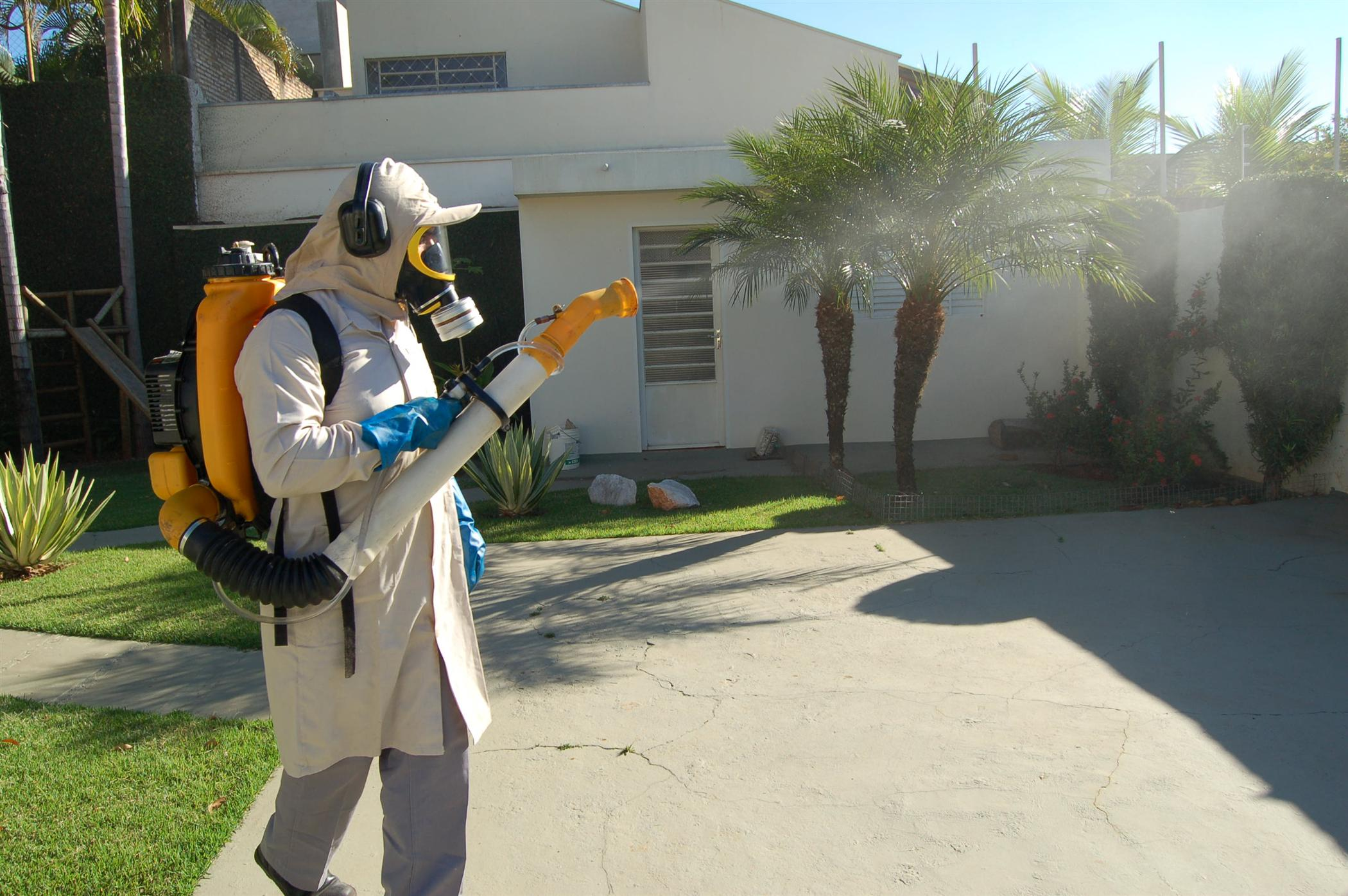
巴西圣保罗州沃图波兰加的地方病预防工作人员。

澳大利亚、加拿大、中国大陆、香港、印度尼西亚、爱尔兰、日本、马来西亚、新西兰、菲律宾、新加坡、韩国、台湾、英国、美国和欧盟等地政府和卫生机构均发布出游警示。警告预计影响受影响国家旅游业。
为预防寨卡病毒传播，世卫组织建议使用防蚊液、穿着长袖衣物遮盖身体、利用屏风和蚊帐将蚊虫挡在住所或就寝地方之外。清理住宅附近的积水对减小蚊子产卵范围也是至关重要的。多地政府将杀幼虫剂投入大型蓄水池。此外，疾病预防控制中心建议放在住所附近的蓄水容器应密封或每周擦洗一次，防止蚊子卵附着。
2016年2月1日，世卫组织将小头畸形病例和其他神经系统疾病的集中爆发宣布为国际公共卫生紧急事件，此举可能会减少2016年里约奥运会的游客数量。此呼号曾在2014年的西非埃博拉病毒疫情、2013年的叙利亚脊髓灰质炎疫情和2009年H1N1流感大流行期间使用。韩国于2016年2月2日召开紧急会议应对世卫组织的宣布。世卫召集的第二轮紧急委员会会议于2016年3月8日，会议重申了国际公共卫生紧急事件的局势状态。委员会报道指寨卡病毒与小头畸形及其他神经系统疾病的因果关系证明不断增加，呼吁继续研究，加强灭蚊，改善公众风险监测和沟通。报告建议孕妇不要前往受影响地区，若伴侣在她们怀孕期间居住在或曾前往受影响地区，应使用安全的性手段。2016年3月9日，世卫组织宣称研究应优先放在预防和诊断上而非治疗对策，尤其应研究适合孕妇和哺乳期父母的非活性疫苗、新的灭蚊对策和能检测登革热、基孔肯雅熱和寨卡病毒的诊断测试。

### 回应

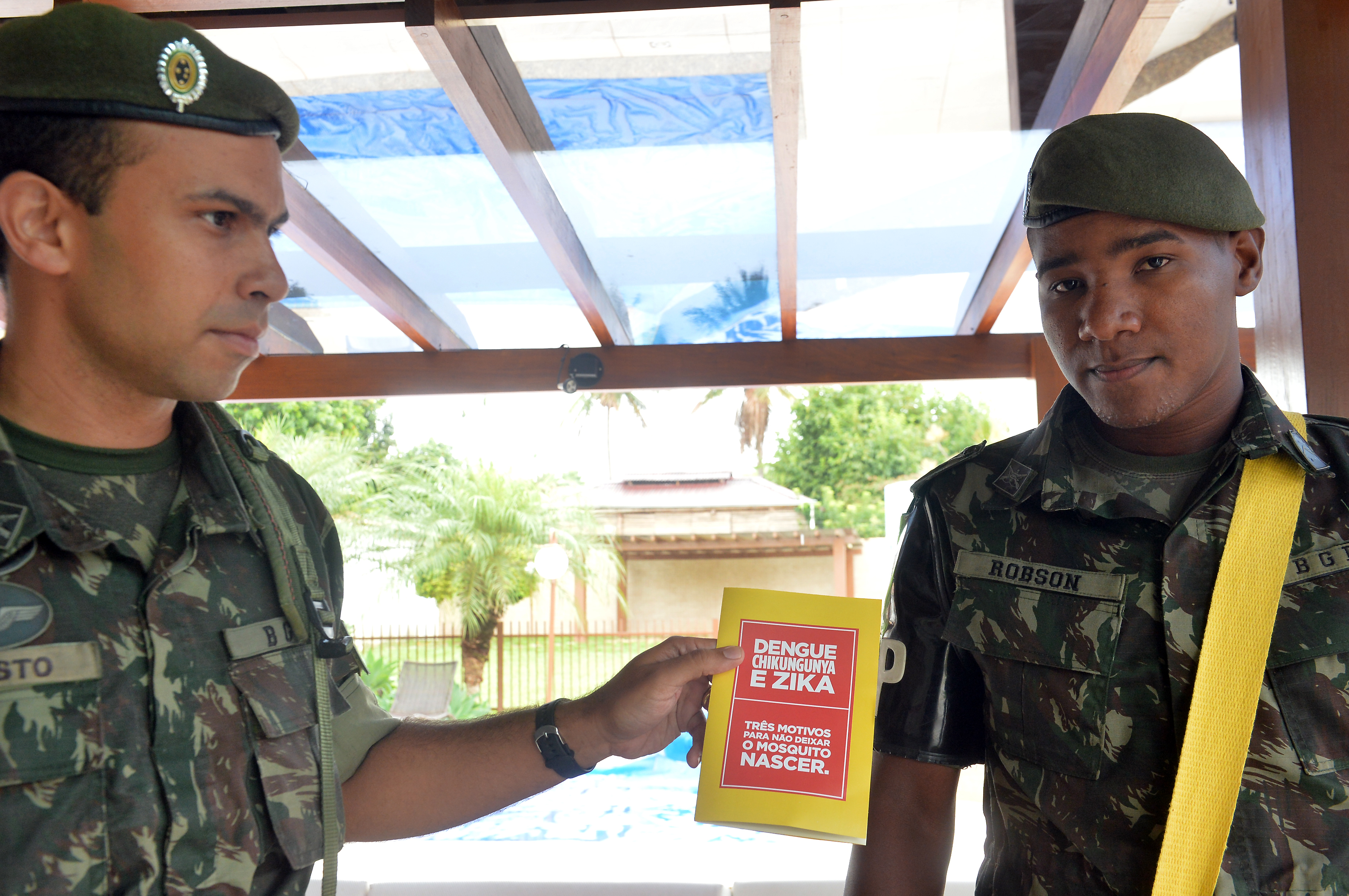
巴西军方派遣20万名军人“逐家逐户”宣传抗击寨卡病毒知识。

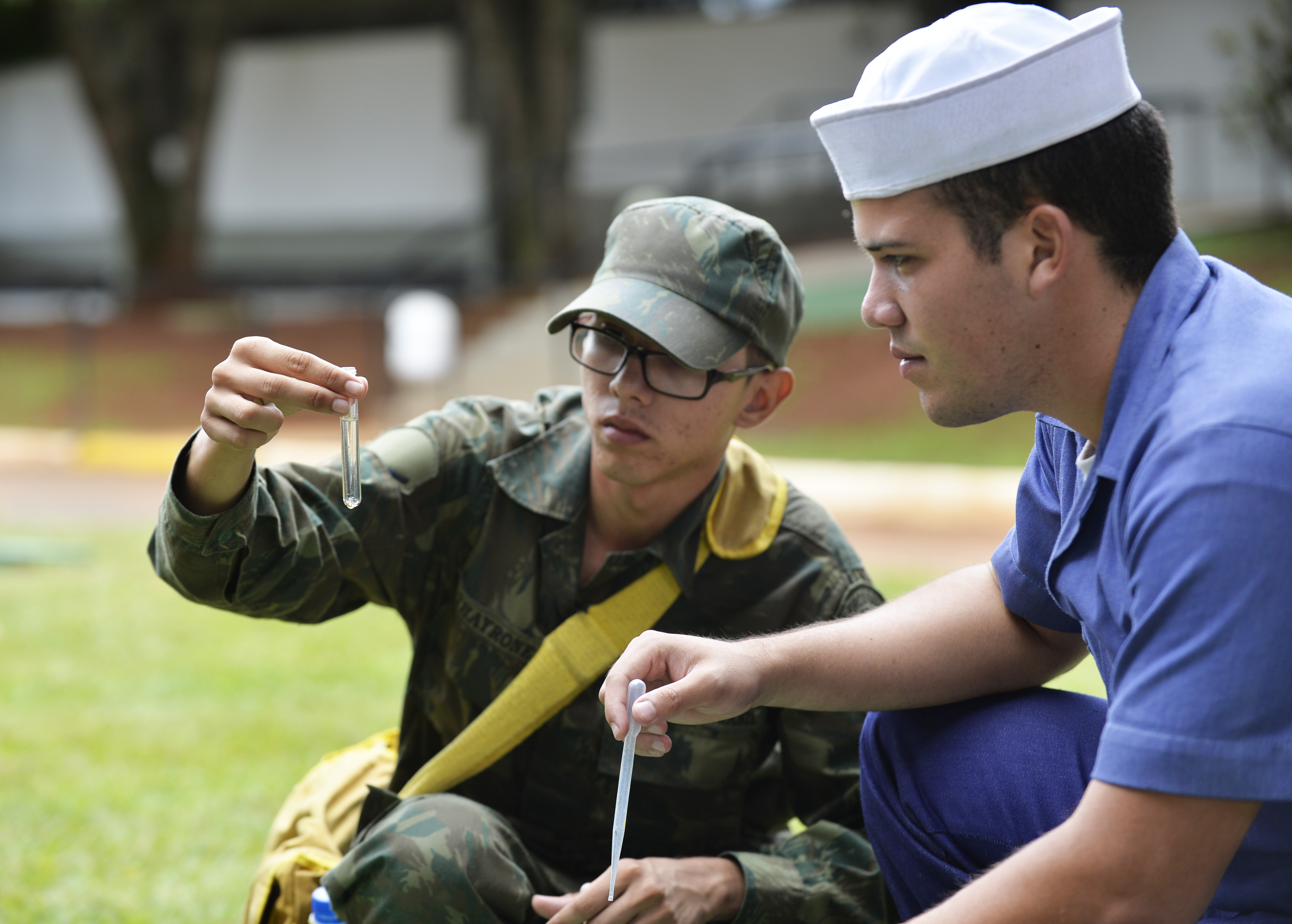
巴西军人检测蓄水箱水质。

2016年1月，为应对寨卡病毒疫情，巴西国家生物安全委员会宣布批准在全国范围内投放更多基因改良的埃及斑蚊。此前，牛津昆虫技术于2015年7月发布在巴西茹阿泽鲁地区进行的所谓“自我限制”蚊子的测试结果，抗击登革热、基孔肯雅蚊症和寨卡病毒。据他们总结，测试地区的蚊子数量减少到九成以上。经基因改造的雄性蚊子与雌性在野外交配并传播自我限制的基因，导致后代在进入成年期之前死亡，从而减少当地蚊子数量。2016年1月，该项技术被圣保罗皮拉西卡巴镇用于抗击寨卡病毒。
2016年2月1日，世卫组织宣布目前的寨卡病毒疫情为国际公共卫生紧急事件，巴西总统颁布政令，派遣地方和联邦害虫防治员到有需要的私人财产，预防或消除埃及斑蚊在该国的疫情。
部分专家支招抗击寨卡病毒时，提出应培育并投放基因经改良的蚊子，防止它们传播病原体，或者让蚊子感染沃尔巴克氏体，抑制病毒传播。另一项建议用的技术是利用放射性使雄性幼虫绝育，好让他们交配无法产出后代。雄性蚊子并不咬人或传播疾病。
2月，巴西联邦政府派遣占总体60%的约220000名军人到350个市镇，警告或教育居民如何减少蚊子繁殖面积。
2016年2月10日，全球30多个健康机构发布联合声明，共享美洲寨卡病毒疫情及未来公共卫生紧急事件的数据和结果。声明加强了世卫组织于2015年9月发布声明中的相似共识。声明呼吁所有数据应尽可能地快和广泛地自由查阅。
2016年2月，谷歌宣布向联合国儿童基金会捐资100万美元，抗击寨卡病毒，让专业人员协助决定接下来受影响的地区。

## 治疗手段
虽然寨卡的治疗手段尚未明确，但疫苗目前正在研发。三种疫苗设计抗击寨卡病毒的可信度高。科学家在恒河猴身上进行测试，人体试验于2016年底开展。
这种预防性治疗有希望，但需时多年才能广泛使用。
疫苗生产办法有三种，一种是无活性寨卡病毒测试，另外两种是检测病毒遗传密码复制品。在疫苗接种试验期间有望完全抵抗病毒，不会有明显副作用。
英国专家明确表示，疫苗开发耗时颇久。威斯敏斯特大学高级讲师和病毒学家艾德·怀特博士（Dr.Ed Wright）表示：“目前开发的所有疫苗离正式许可投入大范围公众使用还有几年时间。”诺丁汉大学病毒学教授乔纳森·巴尔（Jonathan Ball）：“我们知道疫苗在小白鼠身上起了作用，现在研究人员已经表明，非人灵长类动物也需免受寨卡病毒感染的保护。下一步是要看疫苗是否安全，科学家希望开始初期人体试验来解决问题。”
西雅图生物技术公司Kineta正在积极开展治疗，并获得美国国立卫生研究院国家过敏与传染病研究所资金支持。Kineta行政总裁肖恩·艾多纳托博士（Dr.Shawn Iadonato）在声明中表示：“我们渴望扩大寨卡病毒广谱抗病毒药物检测，因为它们对登革热和西尼罗河病毒等黄病毒的疗效强大，具备长期开发的潜质。”
截至2016年7月26日，Inovio Pharmaceuticals公司在其评估公司寨卡DNA疫苗的多中心一期试验中，提供了首个实验对象。除了美国FDA之前宣布批准研究外，加拿大卫生部健康产品食品股也批准研究，研究将在迈阿密、费城和魁北克市的临床地点进行。首阶段的开放标签剂量范围研究中，40人健康的成年志愿者在Inovio专有的真皮内DNA递送装置的管控下，评估GLS-5700的安全性、耐受性和免疫原性。在临床前测试中，这种合成疫苗在小型和大型动物模型中诱导出强大抗体和T细胞反应（抗病毒感染必须的免疫反应）。

## 争议
有些遏制寨卡病毒传播的手段极具争议性。Oxitec公司在巴西释放的“自我限制”蚊子把致命基因传给后代，遭到环保组织批评，他们担心释放新的蚊子菌株会破坏生态系统。短期内的关注点是蚊子数量的下降可能会影响其他物种种群。支持者声称，“自我限制”蚊子的环境影响微乎其微，成为目标的蚊子仅此一种，而且基因改造过的蚊子对于食肉动物而言仍然是安全的。Oxitec产品开发经理德里克·尼莫（Derric Nimmo）形容这个过程是“拿手术刀带走埃及伊蚊，不留一丝影响。”由于埃及伊蚊在巴西是进口入侵物种，部分专家希望它的根除不会影响环境。然而，其他环保人士强调，消亡整个物种的长期后果难以估量。
政府建议孕妇推迟分娩也留有争议。人权和生育权组织认为这些建议不负责任，很难遵循，因为只有妇女才有避孕的任务，尽管这样做的控制效果微乎其微。2012年的一项研究表明，拉丁美洲和加勒比地区56%的怀孕是意外的（全球意外怀孕率为40%）。在罗马天主教会占主导地位的萨尔瓦多等地区，避孕药具的使用可能受限。大部分地区的反堕胎法律导致大部分地区女性一旦怀孕便无追索权。除了疟疾广泛流行的三个国家法属圭亚那、圭亚那和乌拉圭和三个允许堕胎畸形胎儿的国家哥伦比亚、墨西哥和巴拿马外，大部分地区只允许堕掉强奸、乱伦产生或危机母体健康的婴儿。在萨尔瓦多，一切堕胎皆违法。
2016年2月5日，联合国人权事务高级专员办事处敦促拉美国家政府考虑废除其避孕和堕胎政策，强调“维护人权对于有效公共卫生应对措施至关重要”。2016年2月16日，梵蒂冈谴责联合国呼吁采取行动，认为这是对寨卡危机的“不法回应”，强调“儿童小头畸形症诊断不是判处死刑的授权。”
2016年2月18日，访问拉丁美洲后，教宗方济各表示在寨卡病毒疫情的病例中，“避孕并非绝对的罪恶”。他的说话引发人们猜测在预防寨卡病毒方面，使用避孕措施受道德允许。

## 外部連結
- New York Times interactive answering questions about the Zika Virus（页面存档备份，存于）
- Viralzone: Flaviviridae（页面存档备份，存于）